# Famille von Galen
Pour les articles homonymes, voir Von Galen.
La famille von Galen est une famille de l'aristocratie allemande, originaire de Westphalie. Elle fait partie des familles d'antique noblesse (Uradel) du comté de La Marck et trouve ses racines à Gahlen, faisant aujourd'hui partie de la commune de Schermbeck (arrondissement de Wesel).

## Histoire

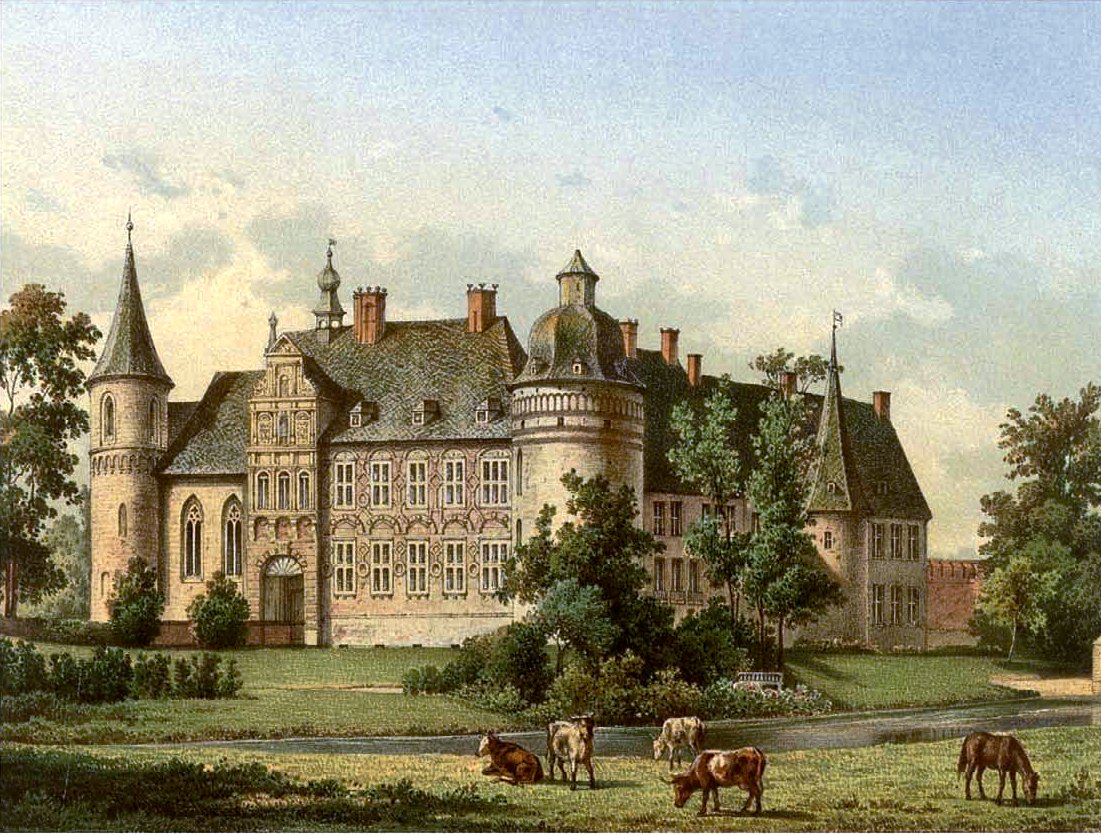
Vue du château Haus Assen (collection Alexander Duncker)

L'ancêtre de cette famille se trouve être un seigneur du Bas-Rhin, Hermann von Galen, dont le nom apparaît en 1138. l'on trouve ensuite un Rotger von Galen en 1220. Les seigneurs de Galen étaient vassaux des archevêques de Cologne jusqu'au milieu du XIIIe siècle. Ils s'installent en 1256 en Westphalie et un autre Rotger von Galen tient un château fort des comtes de La Marck près de Hamm. Plusieurs lignées de cette famille s'installent à Vellinghausen (de), près de Soest, à Ermelinghof (de) dans le pays de Münster et même en Livonie. Une branche issue de Lanzen et Kurzum, près de Dunabourg, aujourd'hui Daugavpils en Lettonie, appartient à la lignée de Vellinghausen-Bisping. Elle tenait la charge de maréchal en Courlande.
Nombre de seigneurs de la famille von Galen entrèrent chez les chevaliers teutoniques. Ainsi Heinrich von Galen (de) (1480-1557) fut maître de Livonie (magister Livoniæ) de 1551 à 1557 et prince d'Empire au sein de l'Ordre de Livonie. Un autre descendant de cette branche de Vellinghausen-Bisping, Christoph Bernhard von Galen (1606-1678) fut de 1650 à sa mort prince-évêque de Münster et participa à la recatholicisation du pays de Münster. Son neveu Franz était camérier (Erbkämmerer) à la Cour de Münster et fidei commis au Wasserburg de Dinklage. Il avait reçu aussi en tant que bien de ligne cadette (secundo genitur), le manoir et les domaines de Assen. D'autres biens s'ajoutèrent par héritage en 1770.
Les seigneurs de Galen appartiennent au XVIIIe siècle aux chevaliers d'Empire des provinces d'Empire du Rhin. La lignée d'Ermelinghof s'éteint autour de 1800. La lignée issue du camérier de Münster existe toujours. Elle a reçu le titre de baron en 1665 et celui de comte à partir de 1805.

## Personnalités
- Heinrich von Galen (de) (1480-1557), maître de Livonie
- Johan van Galen (1604-1653), amiral
- Christoph Bernhard von Galen (1606-1678), prince-évêque de Münster
- Comte Ferdinand von Galen (de) (1803-1881), membre de la chambre des seigneurs de Prusse, époux d'Anna Isabelle von Bocholt-Asseburg (1813-1891)
- Comte Ferdinand Heribert von Galen (1831-1906), membre du Reichstag d'Empire dans le parti Zentrum, époux de la comtesse Elisabeth von Spee.
- Mgr Maximilian Gereon von Galen (de) (1832-1908), évêque auxiliaire de Münster, assistant au trône pontifical de Pie X, oncle du cardinal von Galen
- Hélène von Galen (1837-1917), tante du cardinal von Galen et épouse de Klemens Droste zu Vischering (1832-1923), homme politique du Zentrum. Ils sont les parents de Marie du Divin Cœur.
- Friedrich Mathias von Galen (1865-1918), député du Reichstag
- Wilhelm Emanuel von Galen (1870-1949), bénédictin
- Clemens August von Galen (1878-1946), cardinal et bienheureux, surnommé le lion de Münster, frère du précédent
- Emanuel von Galen (de) (1877-1950), membre du Landtag, époux de Gabriele von Beroldingen (1883-1958)
- Maximilian von Galen (1892-1960), époux de la princesse Margarete de Hohenlohe-Schillingsfürst (1894-1940), puis de la princesse Louisanne de et à Liechtenstein (1907-1994)
- Comte Christoph Bernhard von Galen (1907-2002), camérier secret du pape, époux de la comtesse Marie-Sophie Kinsky von Wchinitz und Tettau (1909-1992)
- Johanna von Galen (de) (1936-), femme politique allemande, membre du CDU, épouse du comte Clemens von Westphalen (1927-)
- Margarete von Galen (1955-), première femme allemande à être présidente du barreau à Berlin (en 2004)